# OSSA Stiletto
L'OSSA Stiletto, coneguda també com a Moto-Cross o Scrambler i comercialitzada al mercat anglosaxó inicialment com a Avenger, fou un model de motocicleta de motocròs fabricat per OSSA entre 1967 i 1973. Al llarg de la seva vida comercial se'n produïren diverses versions en tres cilindrades (175, 230 i 250 cc), totes elles amb les mateixes característiques generals: motor de dos temps monocilíndric refrigerat per aire, bastidor de doble bressol, frens de tambor i amortidors de forquilla convencional davant i telescòpics darrere.

## Història

### Antecedents
A mitjan dècada de 1950, quan el motocròs s'introduí a la península Ibèrica, alguns pioners d'aquest esport (els germans Elizalde, Josep Romeu, Conrad Cadirat i Carles Giró entre d'altres) pilotaren amb èxit unitats de models d'OSSA 125, 150 i 175 4T preparades per a curses de motocròs (poca cosa més que motocicletes de carretera amb rodes de tacs). Amb les 175 4T, José Antonio i Juan Elizalde guanyaren els dos primers campionats d'Espanya disputats -els anys 1959 i 1960- en la categoria de 250cc.

### Llançament de la Stiletto

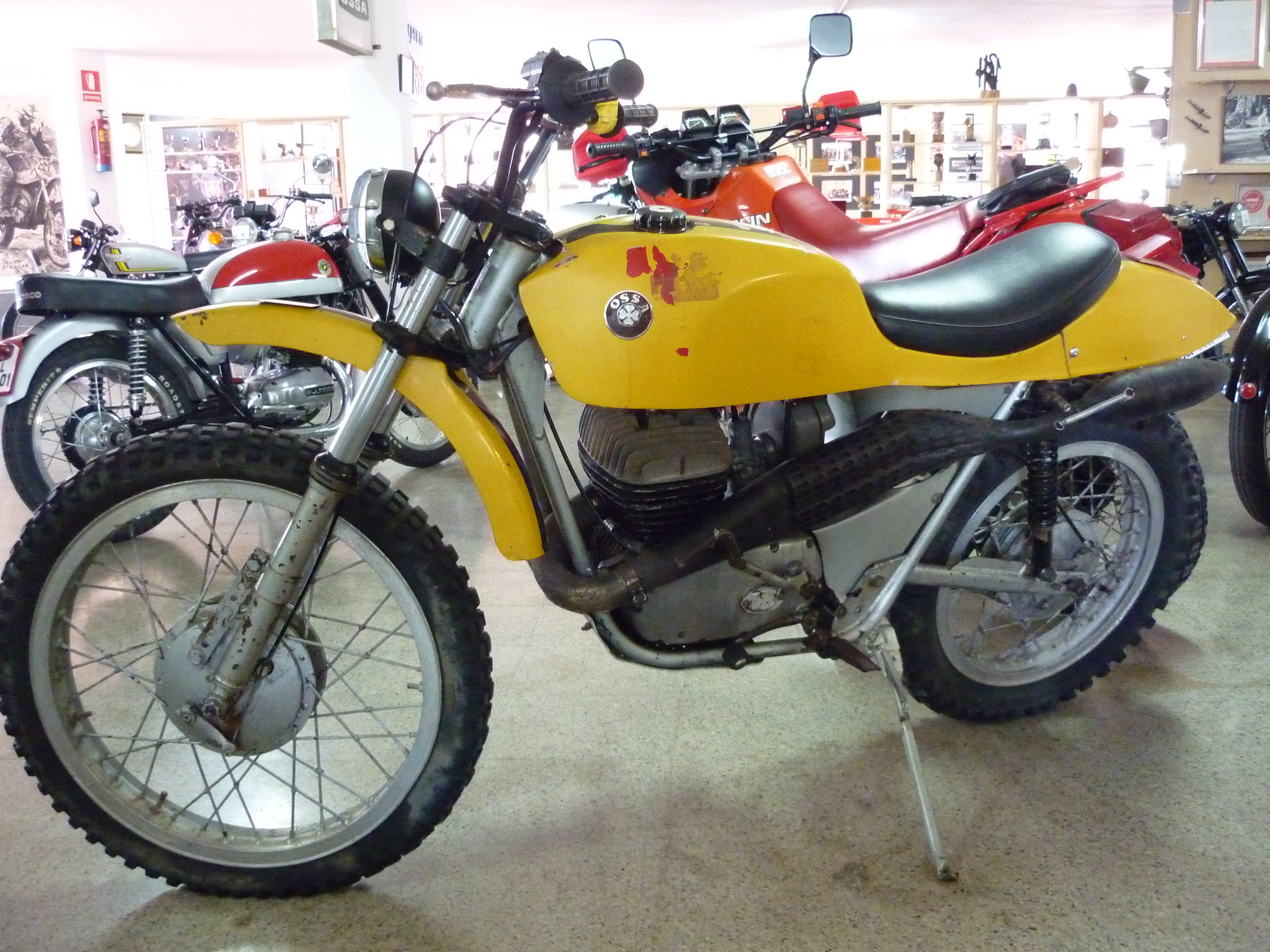
Una Enduro 230 dels volts de 1967. La primera Stiletto era estèticament molt semblant a aquest model.

Entre 1964 i 1972, OSSA produí els models 175Sport i 175SE de carretera, algunes unitats dels quals varen ser adaptades al fora d'asfalt. Però fou el 1967 quan OSSA entrà amb força dins aquest el sector de mercat, aleshores força puixant, amb el llançament simultani de tres models específics per a cadascuna de les tres modalitats de moda: la Trial, la Todo Terreno per a l'enduro (aleshores denominat "Tot Terreny") i la Moto-Cross o Scrambler. Tots tres models partien de la mateixa base i eren estèticament molt semblants, per bé que amb els anys s'anaren distanciant considerablement. Cal dir que per al desenvolupament del model de trial, OSSA fitxà Mick Andrews, iniciant així la reeixida transformació d'aquesta moto en la futura Mick Andrews Replica.
Aviat, tots tres models varen anar patint canvis de denominació: la Trial s'anomenà inicialment Penine al mercat anglosaxó i Pluma a l'espanyol; la Todo Terreno passà a anomenar-se Pioneer i Enduro a ambdós mercats, i la Moto-Cross, Avenger i Scrambler respectivament. La Scrambler s'anomenà Stiletto a finals del mateix 1967, quan se n'inicià l'exportació al mercat nord-americà, i aquest fou el nom definitiu que adoptà el model arreu del món d'ençà de 1969, quan n'aparegué la versió de 250 cc.
De la Stiletto se'n vengueren milers d'unitats i participà amb èxit en competicions internacionals, pilotada entre d'altres per Gaston Rahier (anys abans d'esdevenir Campió del món amb Suzuki), el també belga François Minne i Mick Andrews. Als Estats Units, pilots com ara Dick Mann i Rex Staten van obtenir nombrosos èxits en curses nacionals amb aquest model. Finalment, després d'uns anys de no evolucionar gaire el seu model de motocròs, OSSA el substituí per un de molt innovador al qual anomenà Phantom i presentà durant el Saló de l'Automòbil de Barcelona de 1973, per bé que no el començà a comercialitzar fins al 1974.

## Versions

### Llista de versions produïdes
| Versió                    | Cilindrada                | Id. Model                 | Anys                      | Núm. Sèrie                | Unitats | Pintura dipòsit                               |
| ------------------------- | ------------------------- | ------------------------- | ------------------------- | ------------------------- | ------- | --------------------------------------------- |
| 230                       | 230 cc                    | B26                       | 1967 - 1968               | B260001                   | 360     | Argent amb franja ampla vermella              |
|                           |                           |                           |                           |                           |         |                                               |
| 175                       | 175 cc                    | B15                       | 1969 - 1970               | B150001                   | -       | Blanc amb franja blava                        |
| 250                       | 250 cc                    | B26                       | 1969 - 1970               | B260361                   | 2.400   | Blanc amb franja vermella (parafang enganxat) |
|                           |                           |                           |                           |                           |         |                                               |
| MX175                     | 175 cc                    | B35                       | 1971 - 1973               | B350001                   | 1.200   | Blanc amb franja vermella                     |
| MX250                     | 250 cc                    | B32                       | 1971 - 1973               | B320001                   | 2.800   | Blanc amb franja vermella                     |
| 250TT                     | 250 cc                    | B37                       | 1971 - 1973               | B370001                   | 2.400   | Carbassa amb franja blanca                    |
| Total d'unitats produïdes | Total d'unitats produïdes | Total d'unitats produïdes | Total d'unitats produïdes | Total d'unitats produïdes | 9.160   |                                               |

Notes
1. ↑  El 1968, la Stiletto es reestilitzà amb una petita franja vermella en comptes de l'ampla.[10]
2. ↑  Algunes fonts inclouen també una versió de 125 cc de la qual no hi ha pràcticament informació.[5]

### 230
Fitxa tècnica
| OSSA Moto-Cross 230 | OSSA Moto-Cross 230              |
| --- | -------------------------------- |
| Id. Model | B26                              |
| Núm. Sèrie | B260001                          |
| Anys | 1967 - 1968                      |
| CC | 230                              |
| Diàmetre x Carrera | 70 x 60 mm                       |
| Compressió | 10:1                             |
| CV | 28 a 7.000 rpm                   |
| Carburador | Irz 32 mm                        |
| Canvi | 4 velocitats                     |
| Suspensió davant | Forquilla telescòpica            |
| Suspensió darrera | Amortidors hidràulics            |
| Pneumàtic davant | 3,00 x 21                        |
| Pneumàtic darrera | 4,00 x 18                        |
| Frens davant | Tambor 158 mm                    |
| Frens darrera | Tambor 158 mm                    |
| Pes en sec | 95 Kg                            |
| Capacitat dipòsit | 10 litres                        |
| Pintura dipòsit | Argent amb franja ampla vermella |
| \| • Mesures \| \| -------------------------------------------------------------------------------------------------------------------------- \| \| - Longitud total: 2.025 mm - Distància entre eixos: 1.360 mm - Alçada selló: 690 mm - Alçada mínima sobre el terra: 230 mm \| |                                  |
| • Mesures |                                  |
| - Longitud total: 2.025 mm - Distància entre eixos: 1.360 mm - Alçada selló: 690 mm - Alçada mínima sobre el terra: 230 mm |                                  |

1. ↑  El 1968, la Stiletto es reestilitzà amb una petita franja vermella en comptes de l'ampla.

### 175 i 250
Fitxa tècnica
| OSSA Stiletto | OSSA Stiletto          | OSSA Stiletto |
| --- | ---------------------- | --- |
| | 175                    | 250 |
| Id. Model | B15                    | B26 |
| Núm. Sèrie | B150001                | B260361 |
| Anys | 1969 - 1970            | 1969 - 1970 |
| CC | 175                    | 244 |
| Diàmetre x Carrera | 60,9 x 60 mm           | 72 x 60 mm |
| Compressió | 13:1                   | 12,5:1 |
| CV | 28                     | 32 a 7.000 rpm |
| Carburador | 25 mm                  | Irz 33 mm |
| Canvi | 4 velocitats           | 4 velocitats |
| Suspensió davant | Forquilla telescòpica  | Forquilla telescòpica |
| Suspensió darrera | Amortidors hidràulics  | Amortidors hidràulics |
| Pneumàtic davant | 3,00 x 21              | 2,75 x 21 |
| Pneumàtic darrera | 4,00 x 18              | 4,00 x 18 |
| Frens davant | ?                      | Tambor 158 mm |
| Frens darrera | ?                      | Tambor 158 mm |
| Pes en sec | ?                      | 98 Kg |
| Capacitat dipòsit | ?                      | 8 litres |
| Pintura dipòsit | Blanc amb franja blava | Blanc amb franja vermella (parafang enganxat) |
| |                        | \| • Mesures \| \| -------------------------------------------------------------------------------------------------------------------------- \| \| - Longitud total: 2.050 mm - Distància entre eixos: 1.380 mm - Alçada selló: 690 mm - Alçada mínima sobre el terra: 230 mm \| |
| • Mesures |                        | |
| - Longitud total: 2.050 mm - Distància entre eixos: 1.380 mm - Alçada selló: 690 mm - Alçada mínima sobre el terra: 230 mm |                        | |

1. ↑  Algunes fonts inclouen també una versió de 125 cc de la qual no hi ha pràcticament informació.

### MX i TT
La Stiletto de 1971 incorporava un nou canvi de 5 velocitats i una corba de potència polivalent. La posició del selló era baixa, però compensada amb la del manillar i estreps. El xassís, molt manejable, es complementava amb unes bones suspensions i forquilles Betor. D'aquest model se'n llançaren dues versions: l'habitual per a motocròs, coneguda com a "MX" (i de vegades "AS") i una d'especial per a les típiques curses de desert nord-americanes, coneguda com a "TT".
Fitxa tècnica "MX"
| OSSA Stiletto MX | OSSA Stiletto MX          | OSSA Stiletto MX | OSSA Stiletto MX |
| --- | ------------------------- | --- | ---------------- |
| | 175                       | 250 |                  |
| Id. Model | B35                       | B32 |                  |
| Núm. Sèrie | B350001                   | B320001 |                  |
| Anys | 1971 - 1973               | 1971 - 1973 |                  |
| CC | 175                       | 244 |                  |
| Diàmetre x Carrera | 60,9 x 60 mm              | 72 x 60 mm |                  |
| Compressió | 13:1                      | 12,3:1 |                  |
| CV | 28 a 9.000 rpm            | 32 a 9.000 rpm |                  |
| Carburador | Irz 29 mm                 | Irz 29 mm |                  |
| Canvi | 5 velocitats              | 5 velocitats |                  |
| Suspensió davant | Forquilla telescòpica     | Forquilla telescòpica |                  |
| Suspensió darrera | Amortidors hidràulics     | Amortidors hidràulics |                  |
| Pneumàtic davant | 3,00 x 21                 | 3,00 x 21 |                  |
| Pneumàtic darrera | 4,00 x 18                 | 4,00 x 18 |                  |
| Frens davant | Tambor 158 mm             | Tambor 158 mm |                  |
| Frens darrera | Tambor 158 mm             | Tambor 158 mm |                  |
| Pes en sec | 99,8                      | 102 Kg |                  |
| Capacitat dipòsit | 9,8 litres                | 9,8 litres |                  |
| Pintura dipòsit | Blanc amb franja vermella | Blanc amb franja vermella |                  |
| |                           | \| • Mesures \| \| -------------------------------------------------------------------------------------------------------------------------- \| \| - Longitud total: 2.108 mm - Distància entre eixos: 1.412 mm - Alçada selló: 787 mm - Alçada mínima sobre el terra: 152 mm \| |                  |
| • Mesures |                           | |                  |
| - Longitud total: 2.108 mm - Distància entre eixos: 1.412 mm - Alçada selló: 787 mm - Alçada mínima sobre el terra: 152 mm |                           | |                  |

Fitxa tècnica "TT"
| OSSA Stiletto TT 250 | OSSA Stiletto TT 250       | OSSA Stiletto TT 250 |
| --- | -------------------------- | -------------------- |
| Id. Model | B37                        |                      |
| Núm. Sèrie | B370001                    |                      |
| Anys | 1971 - 1973                |                      |
| CC | 244                        |                      |
| Diàmetre x Carrera | 72 x 60 mm                 |                      |
| Compressió | 13,5:1                     |                      |
| CV | 36 a 8.500 rpm             |                      |
| Carburador | Irz 29 mm                  |                      |
| Canvi | 5 velocitats               |                      |
| Suspensió davant | Forquilla telescòpica      |                      |
| Suspensió darrera | Amortidors hidràulics      |                      |
| Pneumàtic davant | 3,50 x 19                  |                      |
| Pneumàtic darrera | 4,00 x 18                  |                      |
| Frens davant | Tambor 158 mm?             |                      |
| Frens darrera | Tambor 158 mm?             |                      |
| Pes en sec | 102 Kg                     |                      |
| Capacitat dipòsit | 9,8 litres?                |                      |
| Pintura dipòsit | Carbassa amb franja blanca |                      |
| \| • Mesures \| \| --------------------------------------------------------------------------------------------------------------------------- \| \| - Longitud total: 2.108 mm - Distància entre eixos: 1.384 mm - Alçada selló: 787 mm? - Alçada mínima sobre el terra: 152 mm \| |                            |                      |
| • Mesures |                            |                      |
| - Longitud total: 2.108 mm - Distància entre eixos: 1.384 mm - Alçada selló: 787 mm? - Alçada mínima sobre el terra: 152 mm |                            |                      |